# Arisoa Razafitrimo
 (décembre 2018).
Arisoa Razafitrimo, née le 26 avril 1954 à Toamasina (Madagascar), est une diplomate et femme politique malgache. Elle est ministre des Affaires étrangères entre 2014 et 2015.

## Biographie

### Situation personnelle
Arisoa Lala Razafitrimo est née le 26 avril 1954 de Louis-Norbert Razafitrimo, fonctionnaire, et Razafiarisoa, femme au foyer, à Toamasina. Elle est l'aînée d'une fratrie de trois enfants. 

### Carrière
Arisoa Razafitrimo suit des études à l'université d'Antananarivo, respectivement une licence ès lettres obtenue en 1976 et une licence de philosophie obtenue en 1977, qui la mènent vers les métiers de l'enseignement. Elle entame sa carrière en tant que professeur suppléant de français au lycée Galliéni, avant de devenir professeur de français au Collège d’enseignement général d’Avaradrova dans le cadre d'un volontariat au service national. Elle sera par la suite professeur de malgache et de philosophie dans l'enseignement public et dans le secteur privé pour le collège des Jésuites Saint-Michel. Parallèlement elle obtient sa maîtrise de lettres malgaches de l'université d'Antananarivo. 
Lauréate d'un concours de la fonction publique pour le ministère des Affaires étrangères, elle entame sa carrière de diplomate en tant que chef de division Afrique Asie (DRB) en 1976. En parallèle, elle suivra un cursus en diplomatie et relations internationales de l’Institut international d'administration publique de Paris (IIAP), désormais rattaché à l'ENA, dont elle sort diplômée en 1979. Elle occupera plusieurs postes au sein du ministère jusqu'à devenir directeur général de 1996 à 1999.
Par la suite, Arisoa Razafitrimo devient conseillère spéciale du président Didier Ratsiraka pour les affaires diplomatiques, poste qu'elle occupe jusqu'en 2002. 
À la suite de la crise politique malgache de 2002, Arisoa Razafitrimo reprend les métiers de l'enseignement en qualité de chargée de cours de français, de religion, d’anglais et de néerlandais à l’Institution Réussit-School à Bruxelles, tout en effectuant des missions de conseil pour le compte de Newton 21 International. En 2008, elle rejoint Jeune Afrique en tant que directrice adjointe de la régie publicitaire chez DIFCOM, puis se tourne de nouveau vers la diplomatie en qualité de plume et conseillère spéciale du président de la Commission de l’Union africaine, Jean Ping jusqu'en 2012.
De retour à Madagascar, Arisoa Razafitrimo devient conseillère spéciale puis directrice des relations internationales du président de la Transition, Andry Rajoelina, poste qu'elle occupe également avec son successeur, Hery Rajaonarimampianina. En 2014, elle est nommée ministre des Affaires étrangères du gouvernement Kolo Roger, avant d'être rappelée au cabinet du président en 2015 pour reprendre son poste de conseillère diplomatique. Debut 2018, elle est nommée au poste d'ambassadeur extraordinaire et plénipotentiaire, représentant permanent de la République de Madagascar auprès de l'Organisation des Nations Unies.
En outre, Arisoa Razafitrimo est trilingue, s'exprimant aussi bien en malgache, qu'en français ou en anglais qui ont été ses trois langues de travail. Également germanophone et néerlandophone, elle a des notions en chinois, roumain et arabe.